# Anilios chamodracaena
Espèce
Synonymes
- Ramphotyphlops chamodracaena Ingram & Covacevich, 1993
- Austrotyphlops chamodracaena (Ingram & Covacevich, 1993)

Anilios chamodracaena est une espèce de serpents de la famille des Typhlopidae. 

## Répartition
Cette espèce est endémique du Nord du Queensland en Australie. Elle se rencontre vers Aurukun.

## Description
Le plus grand spécimen connu mesure 210 mm.

## Publication originale
- Ingram & Covacevich, 1993 : Two new species of striped blindsnakes. Memoirs of the Queensland Museum, vol. 34, no 1, p. 181-184.